# 光のシグナル
「光のシグナル」（ひかりのシグナル）は、Kis-My-Ft2の10作目のシングル曲。2014年3月5日にavex traxから発売された。

## 概要
CDシングルは、初回生産限定盤A・初回生産限定盤B・通常盤・キスマイSHOP盤の4形態で発売。通常盤の初回限定特典は「ミニ写真集」1種の封入。キスマイSHOP盤のジャケットはLPサイズ仕様で、ジャケットを開くとメンバーが飛び出てくる仕組みになっている。

## チャート成績
発売初週に約20.3万枚を売り上げ、2014年3月17日付オリコン週間シングルランキングで首位を獲得した。同チャートでの1位獲得はデビュー曲「Everybody Go」から10作連続で、男女ソロ・グループを通じて史上5組目。同時に、ドラえもんの映画主題歌作品がオリコンシングルチャート首位を獲得したのは、2012年に福山雅治が発売した「生きてる生きてく」以来2年ぶり3作目の快挙になった。
また、売上枚数が約23.7万枚に達して、2014年3月度オリコン月間シングルランキングで5位を獲得した。

## 収録内容
楽曲の作者を除き、ジャニーズ事務所公式サイトにおける紹介ページをもとに記述。

### CD
1. 光のシグナル［4:27］
作詞：せんせい（東京カランコロン）、作曲：中谷あつこ、編曲：鈴木雅也
  - 映画『映画ドラえもん 新・のび太の大魔境 〜ペコと5人の探検隊〜』主題歌
  - ジャニーズ事務所所属者が担当したドラえもん映画の主題歌は、これが最初で最後。平成生まれの男性歌手が担当した主題歌もこれが初である。
2. ずっと 〜You are my Everything〜［4:30］
作詞：zopp、作曲：SHIKATA・MONK、編曲：ha-j
  - Kis-My-Ft2出演 ウナコーワ「虫よけ当番」CMソング
3. Crush! Crush! Crush!［4:49］
作詞・作曲：BACK-ON、編曲：渡辺徹
  - フジテレビ系『もしもツアーズ』テーマソング

通常盤のみ収録。

### DVD

#### 初回生産限定盤A
1. 光のシグナル（MUSIC VIDEO）
2. 光のシグナル（MUSIC VIDEO Making Movie）

#### 初回生産限定盤B
1. 光のシグナル（MUSIC VIDEO -アニメver.-）
2. Kis-My-Ft2 スペシャルインタビュー

### 特典
※キスマイSHOP限定盤のみ
- クリアポスター（B3サイズ）

## 収録作品
| 楽曲タイトル                     | 収録                                | 収録                                                                |
| -------------------------------- | ----------------------------------- | ------------------------------------------------------------------- |
| 光のシグナル                     | CDシングル                          | 『光のシグナル』                                                    |
| 光のシグナル                     | ミュージック・ビデオ                | 『光のシグナル』〈初回生産限定盤A〉                                 |
| 光のシグナル                     | ミュージック・ビデオ （アニメver.） | 『光のシグナル』〈初回生産限定盤B〉                                 |
| 光のシグナル                     | CDアルバム                          | 『Kis-My-Journey』                                                  |
| 光のシグナル                     | ライブ映像                          | 『2014Concert Tour『Kis-My-Journey』』                              |
| 光のシグナル                     | ライブ音源                          | 『KIS-MY-WORLD』〈初回生産限定盤A〉                                 |
| 光のシグナル                     | ライブ映像                          | 『2015 CONCERT TOUR 『KIS-MY-WORLD』』                              |
| 光のシグナル                     | CDアルバム                          | 『I SCREAM』〈通常盤〉                                              |
| 光のシグナル                     | ライブ映像                          | 『君を大好きだ』〈EXTRA盤〉 （LIVE TOUR 2018 YOU&ME Extra Yummy!!） |
| 光のシグナル                     | CDアルバム                          | 『BEST of Kis-My-Ft2』                                              |
| 光のシグナル                     | ミュージック・ビデオ                | 『BEST of Kis-My-Ft2』〈初回盤A〉                                   |
| 光のシグナル                     | ライブ映像                          | 『LIVE TOUR 2021 HOME』〈Blu-ray盤〉                                |
| 光のシグナル                     | ライブ映像                          | 『Kis-My-Ft2 Dome Tour 2024 Synopsis』                              |
| ずっと 〜You are my Everything〜 | CDシングル                          | 『光のシグナル』                                                    |
| ずっと 〜You are my Everything〜 | ライブ映像                          | 『LIVE TOUR 2021 HOME』                                             |
| Crush! Crush! Crush!             | CDシングル                          | 『光のシグナル』〈通常盤〉                                          |